# Vitemberga (distrito)
Vitemberga (em alemão: Wittenberg) é um distrito (kreis ou landkreis) da Alemanha localizado no estado da Saxônia-Anhalt.

## Cidades e municípios
1. Annaburg
2. Bad Schmiedeberg
3. Coswig
4. Gräfenhainichen
5. Jessen (Elster)
6. Kemberg
7. Oranienbaum-Wörlitz
8. Wittenberg
9. Zahna-Elster

## História
- A partir de 1 de julho de 2009, os antigos municípios de Hundeluft, Jeber-Bergfrieden, Möllensdorf e  Ragösen foram incorporados à cidade de Coswig.
- A partir de 1 de julho de 2009, os antigos municípios de Korgau, Meuro, Pretzsch,  Priesitz, Schnellin, Söllichau e Trebitz, todos pertencentes ao antigo Verwaltungsgemeinschaft de Kurregion Elbe-Heideland, foram incorporados à cidade de Bad Schmiedeberg (antiga sede do Verwaltungsgemeinschaft).